# Björn Kugelberg
Björn Fredrik Arvid Kugelberg (* 9. Februar 1905 in Karlskrona; † 27. Oktober 1980 in Helsingborg) war ein schwedischer Sprinter.
Bei den Olympischen Spielen 1928 in Amsterdam wurde er Vierter in der 4-mal-400-Meter-Staffel und erreichte über 200 m das Halbfinale.
Je einmal wurde er Schwedischer Meister über 100 m (1931), 200 m (1931) und 400 m (1932).

## Persönliche Bestzeiten
- 100 m: 10,6 s, 5. Juli 1929, Berlin
- 200 m: 21,9 s, 7. Juli 1928, Stockholm
- 400 m: 49,2 s, 28. Juni 1931, Malmö